# Düsternbrook

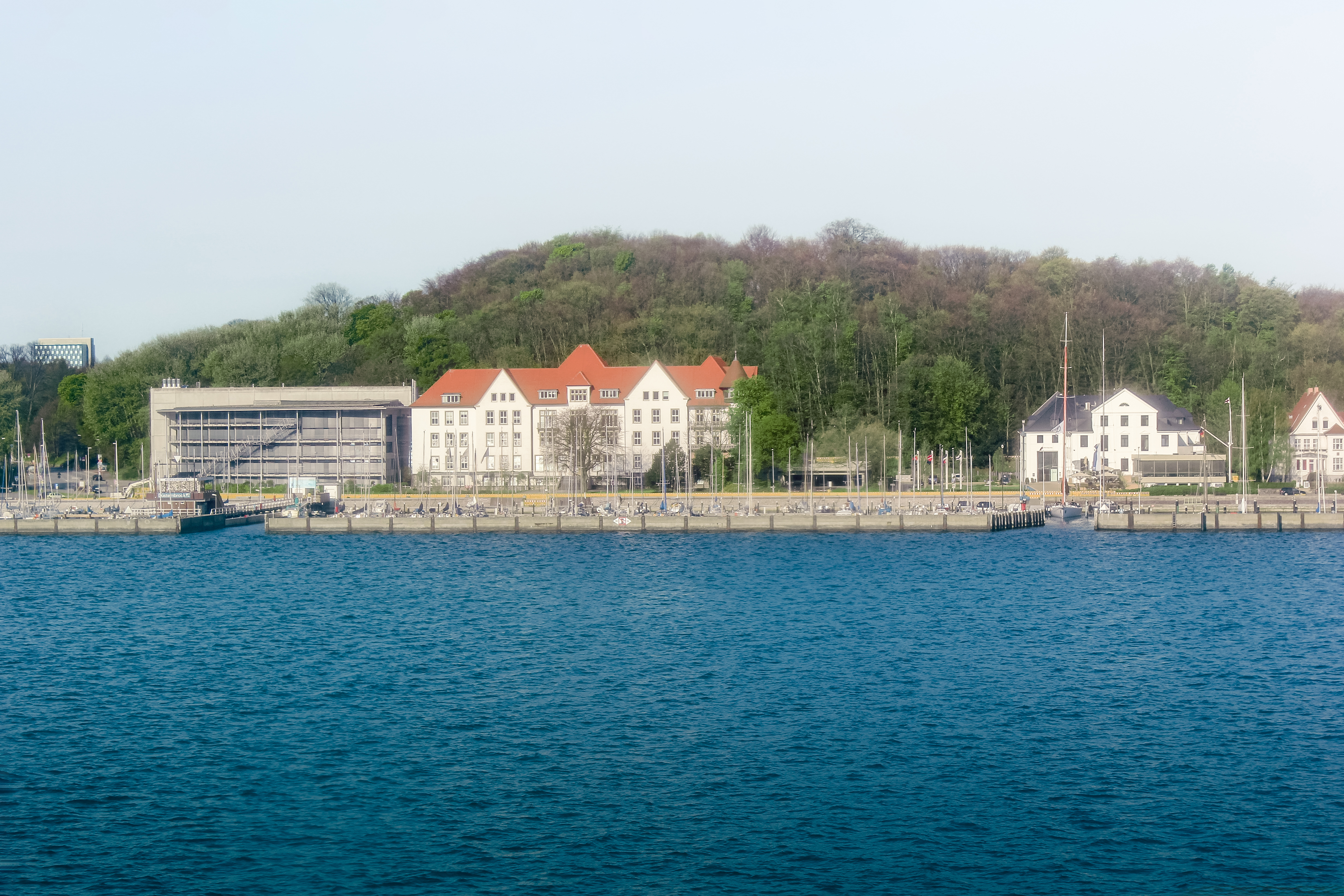
Die Fördeseite von Düsternbrook

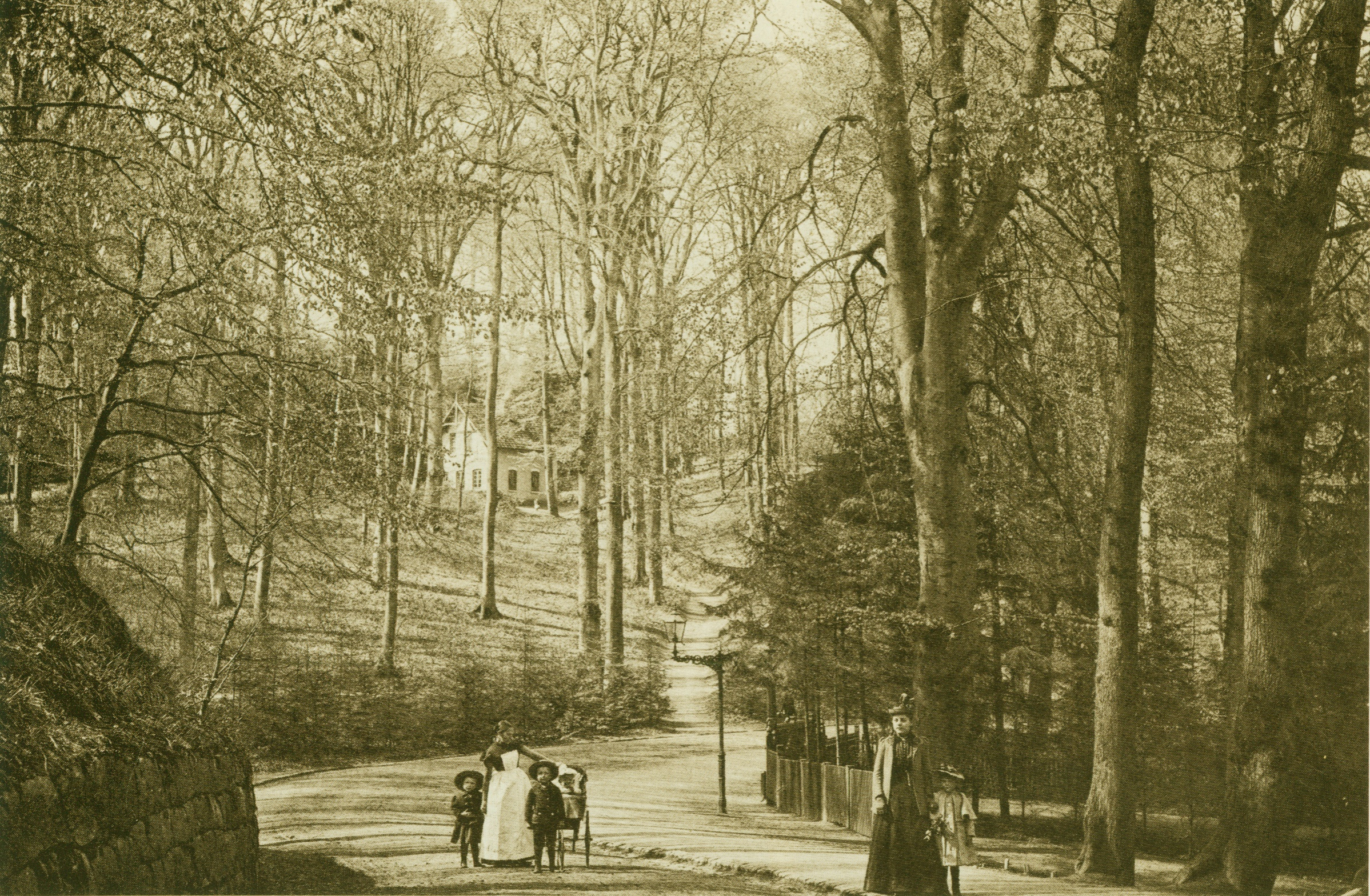
Düsternbrooker Gehölz (1893)

Düsternbrook ist ein Stadtteil von Kiel. Düsternbrook erstreckt sich am holsteinischen Westufer der Kieler Förde.

## Geschichte
Namensgeber ist das Düsternbrooker Gehölz, das gemeinsam mit dem Wald Düvelsbek ursprünglich zum Dorf Brunswik gehörte. 1771 wurde das gesamte Waldgebiet fiskalisch. Weil der Landesherr nunmehr der Eigentümer war, gab es die Bezeichnung Herrschaftliche Gehölze. Nach dem Vertrag von Zarskoje Selo vom 27. August 1773 begann die Zeit des dänischen Gesamtstaates, so dass auch die Benennung Königliches Gehege üblich wurde. Eine erste Aufwertung erhielt das Gelände durch die Forstbaumschule, die Christian Cay Lorenz Hirschfeld im Jahr 1784 mit der Unterstützung des dänischen Schatzmeisters Heinrich Carl von Schimmelmann gründete. Anfang des 19. Jahrhunderts erfolgte die Anbindung des Kieler Schlosses an das Gehölz durch eine Allee. Danach entstanden der Gartenpavillon (1807) und die Seebadeanstalt (1821/22) nach den Plänen von Axel Bundsen. 1869 wurde Düsternbrook nach Kiel eingemeindet.
Der Schauspieler Axel Milberg verewigte den Kieler Stadtteil, in dem er einst aufgewachsen ist, in seinem 2019 erschienenen Roman "Düsternbrook".

## Struktur
Heute ist der Stadtteil vor allem als Villenviertel und als Sitz der Landesregierung bekannt. Der schleswig-holsteinische Landtag sowie mehrere Landesministerien haben ihre Gebäude direkt an der Kieler Förde in Düsternbrook, außerdem das Institut für Weltwirtschaft und das Helmholtz-Zentrum für Ozeanforschung. Bekannt ist der Stadtteil darüber hinaus mit seiner Promenade an der Kieler Förde (die in Richtung Innenstadt autofreie Kiellinie), dem Düsternbrooker Gehölz, dem Kieler Yacht-Club (KYC) mit dem Olympiahafen Düsternbrook und der Blücherbrücke als langjährigem Liegeplatz des Segelschulschiffes Gorch Fock. Begrenzt wird Düsternbrook von den Stadtteilen Wik, Blücherplatz, Brunswik, Damperhof, Altstadt und der Kieler Förde.